# Srednjaja Ters'
Il Srednjaja Ters' (in russo  Средняя Терсь?; Ters' di mezzo) è un fiume della Russia, nella Siberia occidentale, affluente di destra del Tom'. Scorre nel Novokuzneckij rajon dell'Oblast' di Kemerovo.

## Descrizione
Il Srednjaja Ters' scende dal versante occidentale dei monti Kuzneckij Alatau, nei pressi del monte Kruglaja (гора Круглая), vicino al confine con la Chakassia. La lunghezza del fiume è di 114 km, l'area del bacino è di 1 920 km². La sua portata media annua, a 8 km dalla foce, è di 79,22 m³/s. È un tipico fiume di montagna che scorre per un lungo tratto in una stretta valle. Sfocia nel Tom' a 520 km dalla sua foce. La caduta totale del fiume dalla sorgente alla foce è di 700 metri. 
Suo affluente (da sinistra) è la Srednjaja Maganakova (Средняя Маганакова). Lungo il fiume si trova il piccolo insediamento di Mutnyj (Мутный).